# Archaeoraptor

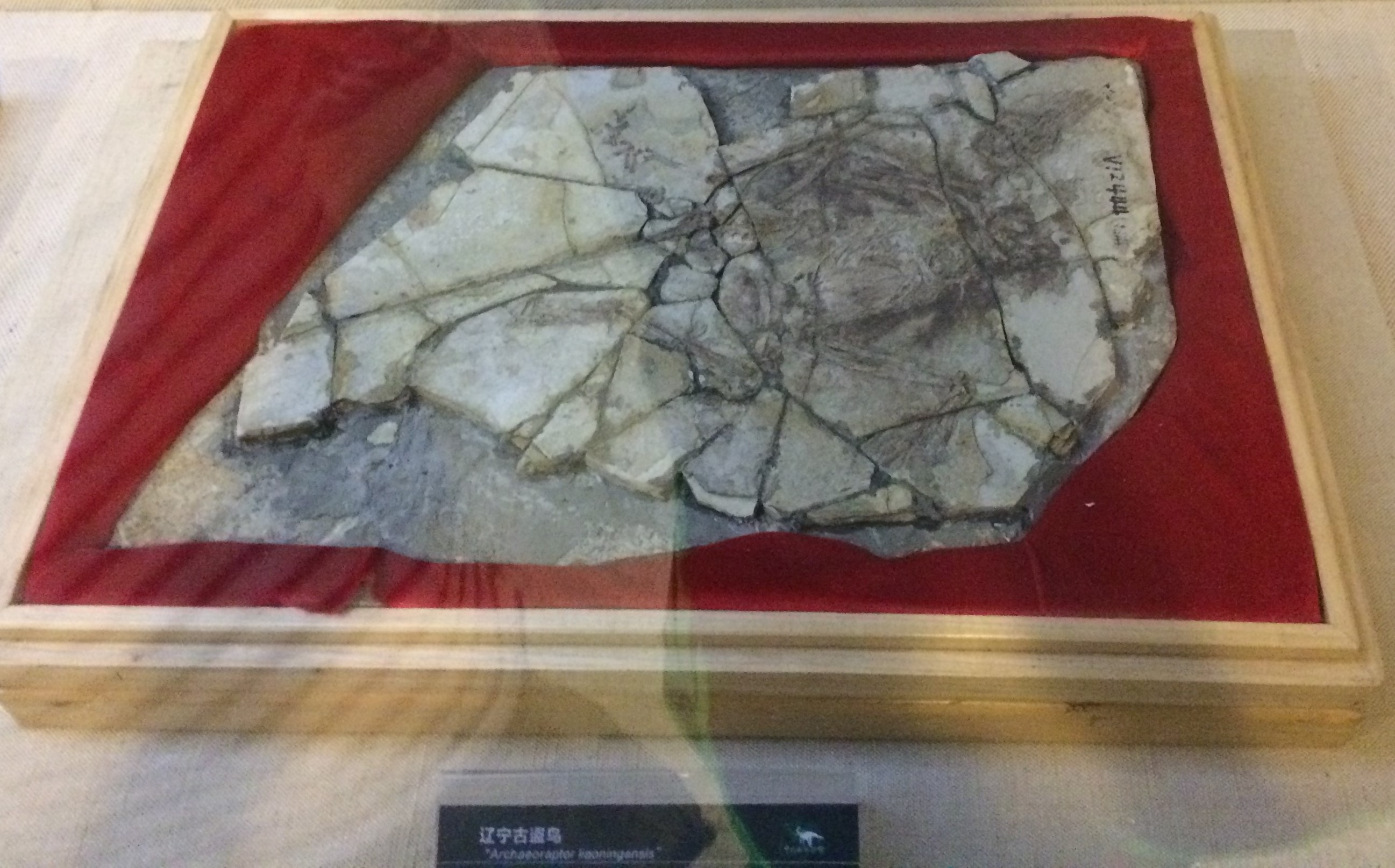
Fosílie „Archaeoraptora“, vystavená v Čínském paleozoologickém muzeu

Archaeoraptor je rodové jméno, jímž byla roku 1999 v článku publikovaném v časopisu National Geographic neformálně nazvána fosílie nalezená v Číně, která byla označena za chybějící článek mezi teropodními dinosaury a ptáky. Již před zveřejněním však panovaly pochybnosti o její autenticitě. Záležitost nakonec skončila skandálem, neboť dalším výzkumem se prokázalo, že se jedná o falzifikát. Ve skutečnosti byl nález kombinací několika zkamenělin pocházejících od odlišných druhů. Čínský paleontolog Čou Čung-che s kolegy zjistili, že hlava a vrchní část těla patřily primitivnímu ptáku rodu Yanornis ze spodní křídy. Ocas byl roku 2002 přisouzen malému okřídlenému dromeosauridovi rodu Microraptor, který žil přibližně ve stejném období. Dolní končetiny patřily zatím neznámému živočichovi. Název archaeoraptor se tak stal neplatným (tzv. nomen nudum).
Skandál s tzv. archaeoraptorem poukázal na nezákonný obchod čínských překupníků s fosíliemi a také na potřebu podrobnějšího vědeckého prozkoumání údajných „chybějících článků“, jejichž nálezy byly publikovány v časopisech, které své články nepodrobují odborným recenzím. Kreacionisté využili skandálu se zkamenělinami ke zpochybňování evoluční teorie. Přestože kostra archaeoraptora byla padělkem, existují i jiné, potvrzené nálezy opeřených dinosaurů (např. již zmiňovaný microraptor nebo velociraptor), které poukazují na vývojovou souvislost mezi ptáky a teropodními dinosaury.

## Skandál
Objev „archaeoraptora“ byl oznámen na tiskové konferenci časopisu National Geographic v říjnu roku 1999. Na stejné tiskové konferenci byla veřejnost seznámena také s plánem vrátit fosílii zpět do Číny, odkud byla nezákonně vyvezena. V listopadu 1999 uveřejnil redaktor časopisu Christopher Sloan článek o opeřených dinosaurech a původu ptáků, který zmiňoval i tuto fosílii a pojednával o ní jako o chybějícím článku mezi teropodními dinosaury a ptáky, kteří již uměli létat. Podle Sloana šlo o rychlého dvounohého masožravého teropoda, který snad již také byl schopen letu. Domněnku o schopnosti létat nebylo podle Sloana zatím možno zcela potvrdit, ale kromě peří tomu měla výrazně nasvědčovat i anatomie jeho kostry. Zkamenělinu v článku nazýval „Archaeoraptor liaoningensis“ („pradávný zloděj z Liao-ningu“) a oznamoval, že později bude takto pojmenována i formálně. Tento článek vyvolal okamžitou kritiku amerického ornitologa Storrse Olsona z Národního přírodovědného muzea ve Washingtonu, D.C., který v periodiku Backbone, vydávaném jeho muzeem, odsoudil publikaci vědeckého jména v popularizačním časopise bez odborné recenze.
3. února 2000 vydal National Geographic tiskové prohlášení, z nějž vyplynulo, že zkamenělina by mohla být směsicí fosilních pozůstatků různých druhů, a že již bylo zahájeno vnitřní šetření. Ještě v tom samém měsíci se Bell Allen, redaktor National Geographic, vyjádřil pro časopis Nature, že zpráva o padělku ho naprosto rozezlila. V březnovém vydání časopisu National Geographic byl v sekci Fórum uveřejněn dopis čínského paleontologa Sü Singa, podle nějž ocas nepatřil ke zbytku těla zkameněliny. V říjnu 2000 časopis zveřejnil článek investigativního novináře Lewise M. Simmonse, který obsahoval výsledky nového zkoumání. Závěrem bylo, že se jedná o směsici různých fosílií a že se v podstatě všichni, kdo se účastnili původního zkoumání, dopustili nějakých chyb.

### Chronologie případu
Podle zprávy zveřejněné v časopise National Geographic začal příběh tzv. archaeoraptora v červenci 1997 v Sia-san-ťia-c' (Xiasanjiazi) v provincii Liao-ning v severovýchodní Číně během rutinní práce místních rolníků v břidlicové šachtě. Fosílie, které zde nalezli, prodali překupníkům za pár dolarů. Ačkoliv se jednalo o nezákonný obchod, v té době zde byl běžný. Jeden z rolníků zde našel vzácnou zkamenělinu ozubeného ptáka i s otisky peří. Během vyzdvihování se fosílie rozbila na kusy. Poblíž, ve stejné šachtě, nalezl další části, včetně opeřeného ocasu a nohou. Tyto kousky pak stmelil dohromady tak, jak se domníval, že k sobě patřily. Důvodem mělo být, že fosílie tak bude vypadat kompletněji a podaří se ji prodat dráže. V červnu roku 1998 ji koupil neznámý překupník a propašoval ji do Spojených států, neboť zákonnou cestou nemohou žádné paleontologické nálezy čínské území opustit. Podle zjištění Lewise Simmonse bylo tehdy běžnou praxí, že pašerák si v nějaké vědecké instituci opatřil potvrzení, že daná fosílie je předmětem výměnného programu, a s tímto certifikátem byla převezena přes hranice. Z důvodu zvýšení ceny se různé fosilizované části také běžně skládaly a slepovaly do větších celků.
Už na podzim téhož roku se na každoročním setkání Společnosti pro paleontologii obratlovců konaném v Utahu ve Spojených státech objevily nepotvrzené zprávy o pozoruhodné fosílii primitivního ptáka, která se nachází v soukromých rukou a kterou neznámý překupník představil na výstavě drahokamů ve městě Tucson v Arizoně. V únoru 1999 zkamenělinu zakoupilo Muzeum dinosaurů v Blandingu v Utahu. Muzeum vede Stephen A. Czerkas, umělec a nadšenec zabývající se dinosaury, který však nemá univerzitní vzdělání, a jeho žena Sylvie. Stephen Czerkas přesvědčil mecenáše muzea, aby na nákup poskytli 80 000 dolarů, čímž se mělo zabránit tomu, aby zkamenělina zmizela v nějaké neveřejné soukromé sbírce, a umožnit tak její další vědecké zkoumání.
Manželé Czerkasovi kontaktovali paleontologa Phila Currieho, který se spojil se Společností National Geographic. Currie souhlasil, že zkamenělinu prozkoumá, ovšem pouze za podmínky, že poté bude vrácena do Číny. Článek o fosílii měl být nejprve publikován v odborně recenzovaném vědeckém časopise Nature a okamžitě poté měla následovat tisková konference společnosti a vydání v časopisu National Geographic.
Czerkasovi původně zamýšleli, že se zkamenělina stane nejvzácnějším exponátem jejich muzea, a plánovali, že ji budou vystavovat po dobu pěti let. Redaktor Sloan však na jaře roku 1999 odletěl do Utahu, aby Stephena Czerkase přesvědčil, že fosílie se musí okamžitě po publikaci vrátit do Číny, jinak o ní nebude psát a Currie ji nebude zkoumat. Czerkas nakonec souhlasil. Currie se pak spojil s Institutem paleontologie obratlovců a paleoantropologie v Pekingu a National Geographic pozval do Utahu jednoho z čínských expertů, Sü Singa, aby se připojil k výzkumnému týmu.
Během první prohlídky zkameněliny 6. března 1999 Currie zjistil, že levé a pravé chodidlo jsou zrcadlově prakticky identické, takže jde o složeninu z otisku a protiotisku. Také si povšiml, že mezi ocasem a zbytkem těla není žádné spojení. V červenci 1999 Currie a Czerkasovi fosílii přinesli do High-Resolution X-ray CT Facility na Texaské univerzitě v Austinu, aby ji nechali prozkoumat pomocí počítačové tomografie. Timothy Rowe, který zkamenělinu skenoval, informoval 2. srpna manžele Czerkasovy, že nelze vyloučit možnost, že se stali obětí podvodu. Během následné diskuse Czerkasovi vyvíjeli na Rowa a Currieho nátlak, aby si své výhrady nechali pro sebe.
Na začátku září poslal Currie do Muzea dinosaurů v Blandingu svého preparátora Kevina Aulenbacka, aby fosílii připravil k dalšímu zkoumání. Aulenback došel k závěru, že zkamenělina je poskládána nejméně ze tří a možná až z pěti odlišných exemplářů, což však manželé Czerkasovi hněvivě popřeli. Aulenbeck o tom podal zprávu Curriemu, který však o problémech redaktory časopisu National Geographic neinformoval.
13. srpna 1999 tým poslal do londýnské redakce časopisu Nature rukopis článku nazvaný A New Toothed Bird With a Dromaeosaur-like Tail (česky: Nový ozubený pták s dromaeosauřím ocasem), pod kterým byli podepsáni Czerkas, Currie, Rowe a Sü. Autoři se v práci na několika místech zmínili, že jedna noha a ocas jsou zřejmě protiotisky hlavních otisků, a vyplývalo to i z přiloženého obrázku.
Časopis Nature však 20. srpna zveřejnění práce zamítl. Manželům Czerkasovým bylo naznačeno, že důvodem bylo odmítnutí redaktorů National Geographic odložit publikaci v jejich časopise, takže bylo příliš málo času na odbornou recenzi. Autoři poté článek poslali do časopisu Science, který ho postoupil dále k recenzi. Recenzenti však časopis informovali, že exemplář byl propašován z Číny a stal se předmětem nelegálního obchodu a že fosílie byla v Číně upravena tak, aby byla zvýšena její tržní hodnota. Science následně práci odmítl zveřejnit. Podle Sloana Czerkasovi National Geographic o podrobnostech těchto dvou odmítnutí neinformovali. V té době již bylo listopadové číslo National Geographic v přípravě k tisku, aniž by došlo k publikaci objevu tzv. archaeoraptora v nějakém odborně recenzovaném časopise. National Geographic se rozhodl pokračovat a informace zveřejnil i bez odborné recenze. 15. října 1999 byla fosílie představena veřejnosti na tiskové konferenci a v listopadu vyšel v National Geographic článek, v němž ji Christopher Sloan popisoval jako chybějící článek, který pomohl objasnit spojení mezi dinosaury a ptáky. Původní fosílie byla vystavena v prostorách Společnosti National Geographic ve Washingtonu, kde čekala na svůj návrat do Číny. Ve svém článku Sloan použil název „Archaeoraptor liaoningensis“ s tím, že se zatím nejedná o pojmenování definitivní (protože jinak se za platné vědecké jméno považuje to, které bylo jako první publikováno), neboť předpokládal, že Czerkas dříve či později bude schopen publikovat popis nového druhu v recenzovaném časopise.
Poté, co článek vyšel, Storrs L. Olson, ornitolog z Národního přírodovědného muzea ve Washingtonu zveřejnil otevřený dopis, v němž poukázal na fakt, že dotyčný exemplář byl z Číny ilegálně vyvezen, a současně protestoval proti „převažujícímu dogmatu, že ptáci se vyvinuli z dinosaurů“.
V říjnu roku 1999 Currie informoval paleontologa Sü Singa o zjištěných problémech s exemplářem a tento si pak všiml, že ocas tohoto údajného archaeoraptora se silně podobá v té době ještě nepojmenovanému druhu z kladu Maniraptora, kterého zrovna studoval (později nazvaného Microraptor zhaoianus). Vrátil se tedy do Číny, aby navštívil místo nálezu a kontaktoval místní obchodníky s fosíliemi. Nakonec našel poměrně kompletní zkamenělinu malého dromaeosaurida, jehož ocas odpovídal ocasu údajného archaeoraptora tak přesně, že se muselo jednat o protiotisk. Obě zkameněliny měly dokonce dvě stejné žluté oxidové skvrny. 20. prosince 1999 odeslal autorům a Sloanovi zprávu, v níž jim oznámil, že zkamenělina je podvrh.
3. února 2000 vydala Společnost National Geographic tiskovou zprávu, v níž oznamovala, že fosílie údajného archaeoraptora by mohla být směsicí více exemplářů a že začalo vnitřní vyšetřování. V březnovém čísle časopisu byl v sekci Forum uveřejněn dopis Sü Singa. O měsíc později, 4. dubna 2000, Stephen Czerkas přiznal skupině paleontologů ve Washingtonu, že se on i jeho žena dopustili velké chyby. Currie, Allen i Sloan vyjádřili nad vším své politování. Rowe vyjádřil pocit zadostiučinění s tím, že skandál prokázal, že snímky počítačové tomogragie interpretoval správně. Roku 2001 pak svá zjištění publikoval v časopise Nature. V článku došel k závěru, že mimo horní části byly ke zkompletování zkameněliny použity pozůstatky několika exemplářů: z jednoho byla použita stehenní kost, z druhého holenní kosti, ze třetího obě chodidla a nejméně z jednoho dalšího ocas, který sestával z pěti samostatných částí.
V červnu 2000 byla zkamenělina vrácena do Číny. V říjnu toho roku pak časopis National Geographic zveřejnil výsledky šetření.

## Dozvuky

### Dinosaur Museum Journal
Archaeoraptor nebyl jediný případ, kterým manželé Czerkasovi vnesli zmatek do taxonomie dinosaurů. Roku 2002 vydali první svazek nového periodika nazvaný Feathered Dinosaurs and the Origin of Flight (česky: Opeření dinosauři a původ létání). V tomto vydání pak popsali a pojmenovali šest nových druhů, z nichž pět se u jejich kolegů stalo předmětem pochybností.
Stephen Czerkas a Sü Sing se zde mimo jiné vrátili i k fosílii tzv. Archaeoraptora a popsali znovu její horní část, kterou tentokrát přiřadili novému druhu primitivního ptáka a nazvali ho Archaeovolans. Čínský paleontolog Čou Čung-che však prokázal, že patřila již dříve popsanému ptáku rodu Yanornis. Stejná fosílie byla tedy postupně pojmenována na různých místech třemi různými názvy: „Archaeoraptor“, Archaeovolans a Yanornis.
V tomto vydání Dinosaur Museum Journal Stephen Czerkas také zveřejnil svůj kontroverzní názor, že dinosauři z kladu Maniraptora byli druhotně nelétaví, to jest, že se jednalo o druhy, jejichž předkové již létali a potom tuto schopnost ztratili. Ve svých výkladech také kritizoval některé známé paleontology. V textu zabývajícím se rodem Cryptovolans obvinil paleontologa Marka Norella z chybné interpretace fosílie označené jako BPM 1 3-13, podle níž měl mít na nohou dlouhá pera. Později se však ukázalo, že pravdu měl zřejmě Norell, a Czerkas ve svých malířských rekonstrukcích provázejících výstavu sám tato pera na nohy příslušníkům rodu Cryptovolans umístil. Navíc paleornitolog Alan Feduccia zveřejnil studii, podle níž se ve skutečnosti jedná o dinosaura rodu Microraptor, který byl popsán již dříve, mimo jiné i díky ocasu ze složené fosílie údajného archaeoraptora.
Také další dva taxony, které Czerkas a jeho spolupracovníci v publikaci pojmenovali, byly později jinými autory brány jako mladší synonyma pro již dříve pojmenované druhy. Jedním z nich je Scansoriopteryx, který se zdá být totožný s rodem Epidendrosaurus. V popisu dalšího nového rodu Omnivoropteryx Czerkas poznamenal, že je podobný rodu Sapeornis. Pozdější nálezy, které zahrnovaly i jeho lebku, však ukázaly, že tyto dva rody jsou pravděpodobně také synonymní.
Jiný taxon, který pojmenoval jako Utahdactylus, Czerkas zařadil mezi ptakoještěry. Paleontolog S. Christopher Bennett ho podrobil dalšímu zkoumání a našel několik chyb v popisu kostí a nesrovnalosti mezi Czerkasovými nákresy a jejich skutečným vzhledem. Podle Benneta patřil nalezený exemplář blíže neurčenému diapsidnímu dinosaurovi a kritizoval původní autory za to, že zveřejnili jméno nějakého druhu, aniž by na nálezu bylo možné najít nějaké znaky, které by ho umožňovaly zařadit přesněji než jen na úrovni třídy. Název Utahdactylus označil za tzv. nomen dubium.

### Další vystavené pašované fosílie
Jak se později ukázalo, tzv. archaeoraptor nebyl jediná fosílie v majetku manželů Czerkasových, u níž vzniklo podezření, že byla získána prostřednictvím nelegálního obchodu, a podnítil také diskusi o etických otázkách spojených se studiem fosílií ze soukromých sbírek. Roku 2001 Czerkasovi sestavili putovní výstavu nazvanou Feathered Dinosaurs and the Origin of Flight (česky: Opeření dinosauři a původ létání), která obsahovala 34 jiných fosílií. Roku 2004 zakoupilo od Muzea dinosaurů v Blandingu právo exponáty vystavit Přírodovědné muzeum v San Diegu, ovšem po otevření výstavy se ozval čínský paleontolog Čchiang Ťi, který reportérům z časopisu Nature řekl, že více než deset vystavených zkamenělin opustilo Čínu nelegálním způsobem. Následně Czerkasovi a Čchiang Ťi uzavřeli dohodu, že tři nejcennější exponáty budou formálně zařazeny do sbírek Čínské akademie geologických věd, ačkoliv fakticky zůstanou v majetku manželů Czerkasových. Stephen Czerchas současně popřel tvrzení, že fosílie byly získány nelegálně. Sylvia Czerkasová řekla časopisu Nature, že s úředníky z čínské provincie Liao-ning uzavřeli roku 2001 dohodu o jejich zapůjčení a že roku 2007 budou navráceny zpět. V březnu 2009 však byly stále k vidění na výstavě ve Fresno Metropolitan Museum of Art and Science v Kalifornii. Podle časopisu Nature Czerkasovi odmítli zprostředkovat jeho reportérům interview s uvedenými úředníky z provincie Liao-ning.
Mnoho vědců považuje práci s fosíliemi, které mohly být předmětem nelegálního obchodu, za neetickou a řada z nich odmítá pracovat s jakýmikoliv exponáty ze soukromých sbírek. V soukromých rukou totiž nemusí být vědcům umožněn bezproblémový přístup k těmto exponátům a někteří paleontologové se také obávají, že soukromí sběratelé mohou fosílie poškozovat nebo dokonce padělat, a zamlžit tak jejich původ a věk. Ilegální překupníci také v některých zemích podporují vládní korupci. Objevuje se však i názor, že kdyby vědci ustoupili z těchto etických zásad a publikovali rovněž práce založené na významných nálezech nacházejících se v soukromých rukou, povzbudili by tak řadu soukromých sběratelů, aby své sbírky vědeckému bádání zpřístupnili.

### Další historie pojmenování

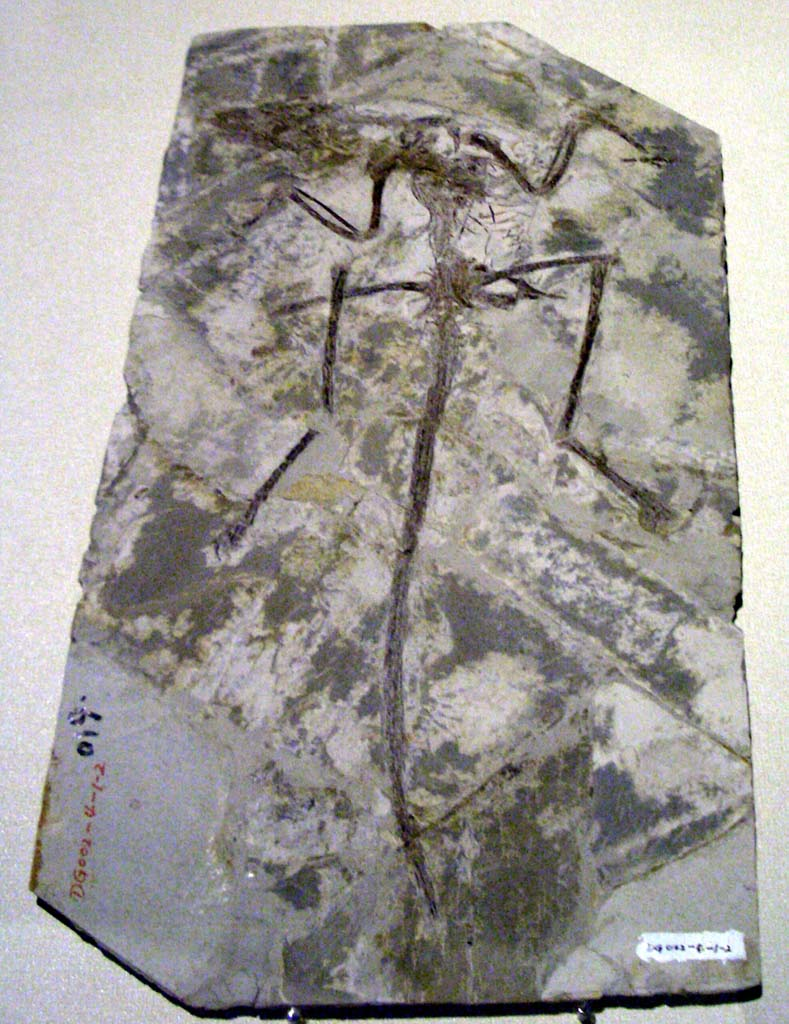
Zkamenělina malého dromeosaurida Microraptor zhaoianus, vystavená v Hong Kong Science Museum

V dubnu roku 2000 publikoval Storrs Olson článek v periodiku Národního přírodovědného muzea ve Washingtonu Backbone, v němž obhajoval své názory na vývoj ptáků a mimo jiné také znovu podrobil zkoumání a nově popsal druh „Archaeoraptor liaoningensis“, tentokrát pouze na základě ocasu původního exempláře. Protože nechtěl, aby se poskvrněný název „Archaeoraptor“ dostal do paleornitologické literatury, použil k popisu tu část původní složené kostry, o níž se mu nezdálo pravděpodobné, že by mohla být zařazena mezi ptáky. Olson se mylně domníval, že původní článek v časopise National Geographic již fosílii pojmenoval, a proto ve svém článku nezmínil výslovně, že se jedná o nový název, jak to požadují mezinárodní pravidla zoologické nomenklatury, aby jméno bylo uznáno za platné. O několik měsíců později čínští paleontologové Sü, Čou a Siao-lin zveřejnili v časopise Nature další nový popis tvora a dali mu jméno Microraptor zhaoianus.

### Kreacionismus
Skandál kolem fosílie tzv. archaeoraptora začali používat odpůrci evoluční teorie jako argument proti evoluci. Někteří kreacionisté, jako např. Kent Hovind, skandálu využili k pokusu zpochybnit teorii, že se ptáci vyvinuli z dinosaurů. Mnozí kreacionisté trvají na tom, že nebyly nalezeny žádné mezičlánky mezi ptáky a dinosaury, přičemž poukazují právě na archaeoraptora jako na důkaz nesprávného počínání vědců, kteří se podle nich jen snaží získat podporu pro evoluční teorii. Archaeoraptor bývá kreacionisty označován jako „piltdownský pták“, ačkoliv na rozdíl od piltdownského člověka nebyl úmyslnou mystifikací. Navíc autenticita archaeoraptora není pro hypotézu, že ptáci patří mezi teropody, podstatná, neboť tato je dostatečně podpořena jinými nálezy. Například u Microraptora byla prokázána existence křídel a jasné stopy po rýdovacích perech, takže se dá předpokládat, že byl schopen přinejmenším klouzavého letu.